# 贝江乡
贝江乡，是中华人民共和国湖南省永州市江华瑶族自治县下辖的一个乡镇级行政单位。

## 行政区划
贝江乡下辖以下地区：
贝江村、向新村、合新村、大田村、濠江村、杉木口村、茅坪岭村、上梅口村、黄沙村、毛竹村、洋涓村、天堂村、中星村、田坪村和鱼晒村。